# Rana chensinensis
La rana cinese (Rana chensinensis David, 1875)  è un anfibio anuro della famiglia Ranidae, diffuso in Cina e Mongolia.